# Sociedad Dante Alighieri
La Sociedad Dante Alighieri (italiano: Società Dante Alighieri) es una institución creada en Italia en 1889 para la promoción de la lengua italiana así como de la difusión de su cultura alrededor del mundo.
Hoy la sociedad está repartida por más de 60 países por todo el mundo divulgando la cultura y lengua italiana, teniendo su sede central en Roma. Después de la Primera Guerra Mundial las actuaciones de la Sociedad se extendieron al extranjero debido a los miles de desplazados italianos por la guerra, sobre todo en América. Después de la Segunda Guerra Mundial paso a "defender la lengua y la cultura alrededor del mundo", estableciendo enlaces de amistad con todas las organizaciones culturales italianas extendidas por el planeta.
Esta Sociedad es equivalente al Instituto Cervantes español, el Instituto Camões portugués, la Alliance Française francesa, el British Council británico o el Instituto Goethe alemán. Todos ellos trabajan para divulgar sus respectivas culturas, favoreciendo así el conocimiento de algunas de las principales lenguas europeas, hecho por el que se le otorgó el Premio Príncipe de Asturias de Comunicación y Humanidades del año 2005.
La Dante Alighieri tiene su propio Certificado (el PLIDA) para acreditar el conocimiento de la lengua italiana. El Certificado PLIDA es un título oficial que tiene plena validez en todo el mundo, en efecto está reconocido por el Ministerio de Asuntos Exteriores Italiano y tiene la aprobación científica de la Universidad La Sapienza. El Certificado PLIDA está basado en los criterios de la Unión Europea y recogidos en el MCER (Marco Común Europeo de Referencia para las Lenguas). Hay seis niveles de PLIDA (desde el inicial hasta el más avanzado): A1, A2, B1, B2, C1, C2.
En España hay comités de la "Società Dante Alighieri" en las siguientes ciudades: Granada, Málaga, Mar Menor, Murcia, Oviedo, Zaragoza, Sevilla, Arrecife, Vigo.
En Argentina tiene escuelas en varias ciudades: Santa Fe, Ramos Mejía, Córdoba, Carlos Paz, Salta, Río Cuarto, Buenos Aires, Rosario, General Pico, Caseros entre otras.